# Oberhasli
Oberhasli var fram till 31 december 2009 ett amtsbezirk i kantonen Bern, Schweiz. Det ingår därefter i Verwaltungskreis Interlaken-Oberhasli.

## Kommuner
Oberhasli var indelat i sex kommuner:
- Gadmen
- Guttannen
- Hasliberg
- Innertkirchen
- Meiringen
- Schattenhalb